# Таде, Хайнер
Хайнер Таде (нем. Heiner Thade; род. 15 сентября 1942, Людингхаузен, Вестфалия) — немецкий пятиборец, участник двух летних Олимпийских игр, серебряный призёр чемпионата мира 1973 года в командном первенстве.

## Спортивная биография
В 1968 году Хайнер Таде дебютировал на летних Олимпийских играх в Мехико. В индивидуальных соревнованиях немецкий пятиборец набрал 4264 очка и занял 32-е место. В командных соревнованиях немецкая сборная с Хайнером в составе набрала 11 834 очка, что позволило ей занять лишь 13-е место из 15-ти стартовавших сборных.
Во второй раз на летних Олимпийских играх Таде выступил только в 1972 году на домашних Играх в Мюнхене. В личном зачёте немецкий спортсмен набрал 5145 очков и занял высокое 7-е место. В командном первенстве сборная ФРГ, набрав 14 682 очка, осталась на 6-м месте.
В 1973 году в составе сборной ФРГ стал серебряным призёром чемпионата мира в Лондоне в командном первенстве.

## Личная жизнь
- Окончил Фрайбургский университет.
- С 1973 по 2004 год являлся преподавателем в мюнхенском университете Людвига-Максимилиана, а затем и директором по академической деятельности.